# ラゥンギショゥル
ラゥンギショゥル (氷語: Langisjór、「長い海」の意) はアイスランド中央高地にある湖。

## 概要
ラゥンギショゥルは細長い形をしており、長さが約 20 km あるのに対して幅は最大で 2 km ほどである。面積は約 26 km² で水深は最大で 75 m である。
またヴァトナヨークトル氷河のすぐ南西側、標高 670 m にあり、居住に適した場所ではない。アイスランド政府にはそこにダムを造る計画があり、環境保護活動家は懸念を示している。